# Cede and Company
Cede and Company, также известная как «Cede and Co.» или «Cede & Co.» (сокращение от «certificate depository»), является специализированным финансовым учреждением США, которое обрабатывает передачу сертификатов акций от имени Depository Trust Company, а так же является центральным депозитарием национальной рыночной системы США, включающий в себя Нью-Йоркскую фондовую биржу, Nasdaq, и другие биржи вместе с соответствующими информационными центрами, такими как NSCC, FICC, DTCC, и другими.
Cede технически владеет практически всеми публично выпущенными акциями в Соединённых Штатах. Таким образом, сами инвесторы не владеют прямыми правами собственности на акции, а скорее имеют договорные права, которые являются частью цепочки договорных прав с участием Cede.

## История
Компания Cede, основанная в 1996 году, была создана с целью эффективной обработки сделок по передаче сертификатов на акции от имени Depository Trust Company. Название «Cede» было выбрано как ссылка на «certificate depository». Компания находится по адресу: 55 Water Street, Suite Conc4, New York, New York 10041.

## Структура как партнёрство
Распространённым заблуждением является то, что «Cede and Company» — это просто вымышленное юридическое название, используемое для обозначения Depository Trust Company. На самом деле, Cede на самом деле является нью-йоркским партнёрством определённых сотрудников DTC. Cede является отдельным юридическим лицом от Депозитарной трастовой компании, которая принадлежит Участникам DTC, которые являются банками и брокерскими конторами, а не сотрудниками DTC.
Одна из причин, по которой Cede структурирована как товарищество, заключается в том, что каждый генеральный партнёр может распорядиться о передаче акций, зарегистрированных на имя товарищества, без необходимости представления отдельного корпоративного решения реестру владельцев именных ценных бумаг или регистратору акций для подтверждения полномочий на передачу.